# Андрусово
Андрусове (рос. Андрусово) — село в Смоленській області Росії, в Монастирщинському районі.
Розташоване в західній частині області за 20 км до заходу від Монастирщини, на правому березі річки Городня. Населення — 19 жителів (2007).

## Історія
30 січня 1667 року в селі було заключено Андрусівське перемир'я, що поклало кінець війні, що продовжувалась 13 років між Росією та Річчю Посполитою.